# A szoba (film, 2015)
A Szoba (eredeti cím: Room) 2015-ben bemutatott amerikai-kanadai-brit-ír koprodukcióban készült filmdráma, melyet Emma Donoghue forgatókönyvéből Lenny Abrahamson rendezett. A főbb szerepekben Brie Larson, Jacob Tremblay, Joan Allen, Sean Bridgers és William H. Macy látható.
Világpremierje a Telluride Filmfesztiválon volt 2015. szeptember 4-én, majd mozikban is bemutatták. A film bevételi és kritikai sikert aratott, a 88. Oscar-gálán négy kategóriában jelölték Oscar-díjakra. Larson elnyerte a legjobb női főszereplőnek járó Oscar-, Golden Globe- és BAFTA-díjakat.

## Cselekmény
|  | Alább a cselekmény részletei következnek! |

A 24 éves Joy Newsome és 5 éves fia, Jack, egy fészerben élnek az Ohio állambeli Akronban. A fészert Joy és Jack szobának nevezik. A szobában egy ágy, WC, fürdőkád, szekrények, televízió és konyha van, valamint egyetlen tetőablak. Joyt és fiát bezárva tartja egy férfi, akit "Patás"-nak neveztek el, és hét évvel korábban rabolta el a lányt. Patás rendszeresen megerőszakolja Joyt (amíg a kisfiú a szekrényben alszik) és ő Jack biológiai apja is. Az elrabolt lány megpróbál optimista maradni a fia miatt, de alultápláltságtól és depressziótól szenved. Elhiteti Jackkel, hogy az egész világ az a szoba, amiben élnek, és amit a tv-ben lát, az csak kitaláció és csak a tv-ben létezik.
Patás egy éjjel közli Joyjal, hogy elveszítette a munkáját, úgyhogy a jövőben kevesebb ellátmányt fognak tőle kapni. Aznap éjjel a kíváncsi Jack kijön a szekrényből, hogy megnézze az anyjával az ágyban alvó Patást. Joy felébred és megüti a Patást, aki büntetésből kikapcsolja a fűtést és az áramot. Miután Jack, életében először lát egy egeret, Joy úgy dönt, hogy elmondja az igazságot Jacknek a külvilágról, amire a kisfiú hitetlenkedve, de kíváncsian reagál. Joy megbeszéli Jackkel, hogy szimuláljon lázat, hátha Patás kórházba viszi, ahol a fiú segítséget kérhet. Azonban Patás nem viszi kórházba a fiút, helyette megígéri, hogy másnap hoz antibiotikumot.
Joy új terve fia kimenekítésére, hogy azt mondja Patásnak, a fiú belehalt a betegségbe. A kisfiút becsavarja egy szőnyegbe, és megbeszéli vele, hogy amikor Patás elviszi a "testet" eltemetni, akkor egy megfelelő pillanatban meneküljön el és menjen oda az első emberhez, akit csak meglát. Patás kisteherautójának platójára teszi a szőnyegbe csavart Jacket, aki életében először meglátja a szobán kívüli világot. Amikor egy piros lámpánál a kocsi megáll, sikerül elmenekülnie és beszélnie egy járókelővel. A rendőrök megtalálják az elrabolt és bezárt Joyt, Patást elkapják és börtönbe zárják.
Joy hazaköltözik kisfiával a családjához; a szülei elváltak és anyja egy Leo nevű férfival él. Joy apja nem fogadja el Jacket unokájaként, nem tud ránézni. Jack próbálja megszokni a világot, de hiányzik neki a "szoba". A hét év rabság után szabadult Joy furcsállja, hogy szabadulása után sem boldog, pedig elképzelése szerint annak kéne lennie. Miután egy tévéinterjúban felzaklató kérdéseket kap, öngyilkosságot kísérel meg, fia talál rá ájult állapotban és kórházba kerül.
Jacknek hiányzik az édesanyja, de kezd beilleszkedni új életébe. Elkezd kapcsolódni új családjához, megismerkedik Leo kutyájával, és összebarátkozik egy vele egykorú fiúval is. A kórházból hazatérő Joy megköszöni Jacknek, hogy ismét megmentette az életét. Joy és Jack kezdik élvezni az életet. Jack kérésére rendőri kísérettel utoljára elmennek megnézni a "szobát", ahol éltek, és Jack megjegyzi, hogy sokkal kisebb, mint gondolta. 
|  | Itt a vége a cselekmény részletezésének! |

## Szereplők
| Színész         | Szerep             | Magyar hang       |
| --------------- | ------------------ | ----------------- |
| Brie Larson     | Anya / Joy Newsome | Szinetár Dóra     |
| Jacob Tremblay  | Jack Newsome       | Kadosa Patrik     |
| Joan Allen      | Nancy Newsome      | Básti Juli        |
| William H. Macy | Robert Newsome     | Jakab Csaba       |
| Sean Bridgers   | Patás              | Király Attila     |
| Tom McCamus     | Leo                | Vass Gábor        |
| Amanda Brugel   | Parker járőr       | Bognár Gyöngyvér  |
| Joe Pingue      | Grabowski járőr    | Maday Gábor       |
| Cas Anvar       | Dr. Mittal         | Kálid Artúr       |
| Wendy Crewson   | Műsorvezető        | Farkasinszky Edit |

## Díjak, jelölések
- Oscar-díj
  - díj: legjobb legjobb női főszereplő (Brie Larson )
  - jelölés: legjobb film (Ed Guiney)
  - jelölés: legjobb rendező (Lenny Abrahamson)
  - jelölés: legjobb adaptált forgatókönyv (Emma Donoghue)
- BAFTA-díj
  - díj: legjobb női főszereplő (Brie Larson)
  - jelölés: legjobb adaptált forgatókönyv (Emma Donoghue)
- Golden Globe-díj
  - díj: legjobb női főszereplő (dráma) (Brie Larson)
  - jelölés: legjobb filmdráma
  - jelölés: legjobb forgatókönyv (Emma Donoghue)